# (34077) Yoshiakifuse
(34077) Yoshiakifuse est un astéroïde de la ceinture principale.

## Description
(34077) Yoshiakifuse est un astéroïde de la ceinture principale. Il fut découvert le 30 juillet 2000 à Cerro Tololo par Marc W. Buie. Il présente une orbite caractérisée par un demi-grand axe de 2,80 UA, une excentricité de 0,07 et une inclinaison de 4,2° par rapport à l'écliptique.

## Compléments